# Camponotus auropubens
Camponotus auropubens é uma espécie de inseto do gênero Camponotus, pertencente à família Formicidae.

## Subespécies
- C. a. absalon
- C. a. argentopubens
- C. a. auropubens
- C. a. jacob